# Villa sesivora
Villa sesivora är en tvåvingeart som beskrevs av Greathead och Younes Karimpour 2006. Villa sesivora ingår i släktet Villa och familjen svävflugor.
Artens utbredningsområde är Iran. Inga underarter finns listade i Catalogue of Life.